# گودالمینگ
currencyگودالمینگlatitudeگودالمینگlongitudeگودالمینگ
گودالمینگ (به انگلیسی: Godalming) یک شهرک در بریتانیا است که در انگلستان واقع شده‌است.

## خصوصیات
گودالمینگ ۹٫۶۸ کیلومترمربع مساحت و ۲۱٬۸۰۴ نفر جمعیت دارد.

## خواهرخوانده
شهرهای Joigny و ماین، (راینلند-فالتز) خواهرخوانده‌های گودالمینگ هستند.